# Idol (franchise)
Cet article concerne la franchise d'émission. Pour la variante française, voir Nouvelle Star.
Pour les articles homonymes, voir Idol (homonymie).

Logo de la version américaine dIdol, appelée American Idol.

Idol (également connu sous le nom de SuperStar dans certains pays) est un format d'émissions de télévision de compétition de chant et de téléréalité créé par le producteur de télévision britannique Simon Fuller et développé par Fremantle.
Le format commence en 2001 avec la série télévisée britannique Pop Idol, sa première adaptation est en Pologne en 2002 et l'adaptation en France est Nouvelle Star depuis 2003.
Elle est depuis devenue la franchise de télévision la plus regardée au monde, ainsi que l'un des formats de divertissement les plus populaires, adapté dans plus de 46 régions du monde, avec ses différentes versions diffusées dans 150 pays. Le nombre de téléspectateurs qui a déjà regardé une des variantes de l'émission est estimé entre 3,2 milliards et 6,5 milliards et la franchise a généré plus de 2,5 milliards de dollars de revenus.